# Arrêt de la circulation thermohaline

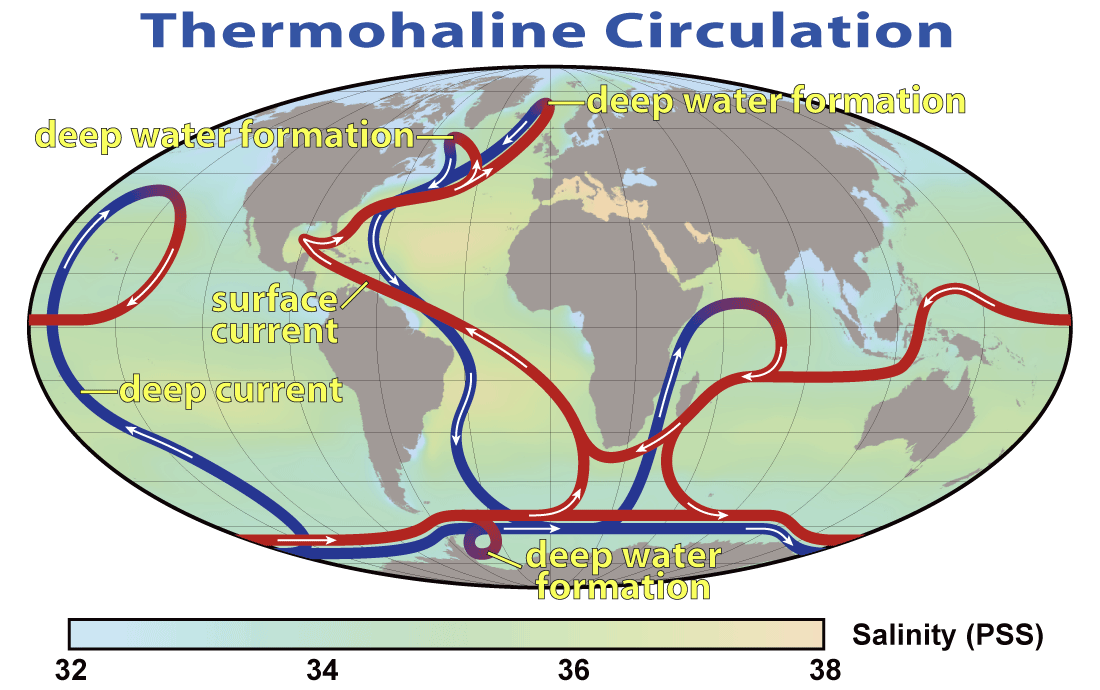
Représentation synthétique de la circulation thermohaline. Les courants de fond sont en bleu, les courants de surface en rouge.

L'arrêt de la circulation thermohaline est un effet hypothétique du changement climatique.
L'hypothèse selon laquelle l'actuel réchauffement du climat mondial pourrait, via l'arrêt ou le ralentissement de la circulation thermohaline, déclencher un refroidissement de l'Atlantique Nord, ce qui provoquerait le refroidissement, ou un réchauffement moindre dans cette région a été proposée par divers chercheurs et fait l'objet de nombreux travaux de recherche et modélisations. Cet événement affecterait particulièrement des régions comme les îles Britanniques et la Scandinavie qui sont réchauffées par la dérive nord atlantique. La probabilité d'un arrêt total de ce courant n'est pas assurée : d'une part il existe des preuves d'une relative stabilité du Gulf Stream mais également d'un possible affaiblissement de la dérive nord atlantique, d'autre part il y a des preuves de réchauffement au nord de l'Europe et dans les mers adjacentes, plutôt que l'opposé.
Dans les modèles couplés océan-atmosphère, la circulation thermohaline tend à ralentir plutôt qu'à s'interrompre, et le réchauffement dépasse le refroidissement, même sur l'Europe.

## Circulation thermohaline et eau douce
La chaleur est transportée de l'équateur vers les pôles essentiellement par l'atmosphère mais aussi par les courants marins, l'eau étant plus chaude en surface et plus froide vers le fond. Le segment le plus connu de cette circulation est le Gulf Stream, une branche de la gyre nord atlantique, qui transporte l'eau chaude des Caraïbes vers le nord. La dérive nord atlantique prend le relais plus au nord, où elle contribue à réchauffer l'atmosphère et le climat européen. D'autres facteurs, comme l'onde atmosphérique qui transporte l'air subtropical plus au nord, ont été mentionnés comme influençant plus que le Gulf Stream le climat des Îles britanniques,,. L'évaporation de l'eau de mer dans l'Atlantique nord augmente la salinité de l'eau et la refroidit, augmentant par ces deux actions la densité de l'eau de surface. La formation de glace de mer augmente encore la salinité. Cette eau dense coule alors au fond de l'océan et se répand en direction du sud. Le réchauffement planétaire pourrait conduire à augmenter la proportion d'eau douce dans l'océan Arctique, par la fonte des glaciers du Groenland et par l'augmentation des précipitations, particulièrement par l'intermédiaire des fleuves sibériens. Il n'est pas évident qu'une quantité suffisante d'eau douce puisse être apportée pour interrompre la circulation thermohaline, néanmoins le Dryas récent a peut-être connu un tel événement.

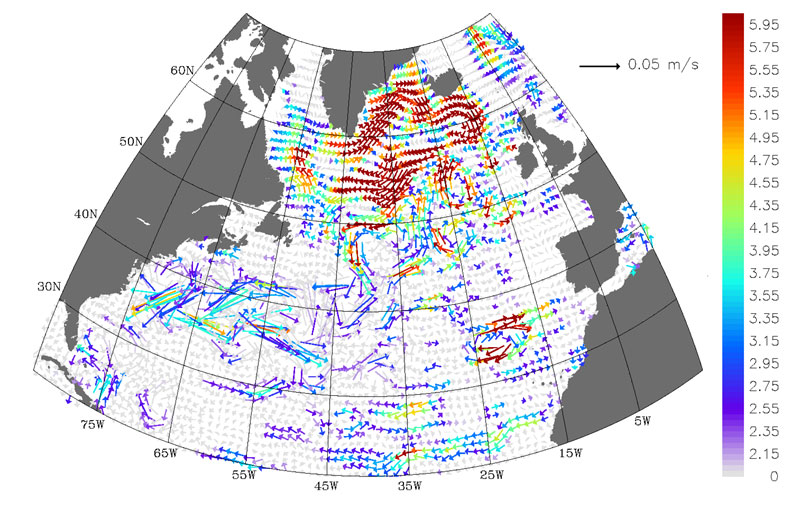
Tendance des vitesses déduite des données altimétriques de Pathfinder de mai 1992 à juin 2002 (le ralentissement est marqué par les couleurs plus rouges). Source: NASA.

Certains climatologues craignent même que le réchauffement mondial soit à même de déclencher le type de basculement abrupt et massif des températures, comme il s'en est produit dans le passé, dont durant la dernière période glaciaire : une série d'évènements de Dansgaard-Oeschger — fluctuations rapides du climat — peut être attribuée au forçage par les apports d'eau douce aux hautes latitudes interrompant la circulation thermohaline. L'évènement du Dryas récent pourrait avoir été du même type (voir la théorie du chaos). Ces événements pourraient avoir résulté de la décharge massive d'eau douce et froide de la calotte glaciaire des Laurentides, plutôt que de la fonte et vêlage d'icebergs de la banquise arctique et les changements dans les précipitations associés à l'augmentation des eaux libres provoquée par le réchauffement climatique.
Les modèles couplés océan-atmosphère de la circulation générale, laissent penser que la circulation thermohaline ralentira plutôt que de s'arrêter, et que le réchauffement dépassera le refroidissement, même localement : le troisième rapport d'évaluation du GIEC note que « même dans les modèles où la circulation thermohaline s'affaiblit, il y a toujours un réchauffement sur l'Europe ». Les modèles où l'on force la circulation à s'arrêter montrent un refroidissement — localement jusqu'à 8 °C — bien que les anomalies les plus importantes concernent l'Atlantique nord, et non les terres. Quoi qu'il en soit, les modèles climatiques ne sont pas actuellement assez sophistiqués pour inclure des facteurs climatiques donnant une véracité à ces prédictions.
Selon le rapport spécial du GIEC Océans et Cryosphère, le ralentissement de la circulation thermohaline pourrait conduire à des épisodes hivernaux plus marqués en Europe, à une réduction des pluies estivales au Sahel et en Asie du Sud, à une diminution des cyclones tropicaux dans l’Atlantique Nord, et accentuer l'élévation du niveau de la mer sur les côtes du nord-est de l'Amérique du Nord.

## Indices de ralentissement de la circulation thermohaline

### Études «rétrospectives»
Elles se basent sur les évolutions passées du climat et sur des modèles qui cherchent notamment à distinguer les effets du forçage par le volcanisme ou par le soleil durant la longue période préindustrielle.
Des études du courant de Floride suggèrent que le Gulf Stream faiblit avec le refroidissement. Il a par exemple été affaibli (de ~10 %) lors du petit âge glaciaire, qui pourrait peut-être aussi être, au moins en partie dû à des phénomènes volcaniques, selon Schleussner et Feulner (2013).

### Mesures en 2004, 2005, 2008 et 2010
En avril 2004, l'hypothèse d'un ralentissement du Gulf Stream s'est renforcée quand une analyse rétrospective de données satellites a semblé montrer un ralentissement de la gyre nord atlantique.
En mai 2005, après des investigations faites en sous-marin sous la banquise arctique pour mesurer les cheminées géantes formées par l'eau froide et dense qui coule normalement jusqu'au fond marin pour être remplacée par de l'eau tiède, formant un des moteurs de la dérive nord atlantique Peter Wadhams déclarait au Times qu'il avait découvert que ces cheminées avaient virtuellement disparu. Normalement il y a entre sept et douze colonnes géantes, mais Wadhams n'en avait trouvées que deux, extrêmement faibles,.
En 2008, Vage et al. notèrent « le retour de la convection profonde dans la gyre subpolaire dans les mers du Labrador et d'Irminger pendant l'hiver 2007-2008 » en employant « des données de profilage flottant du programme Argo pour documenter le mélange profond » et "différentes mesures in situ, de satellite, et réanalysées" pour situer le contexte du phénomène. Ceci pourrait avoir d'importantes relations avec les observations de variations dans le comportement des cheminées d'eau froide.
En janvier 2010, le Gulf Stream s'est brièvement connecté avec le courant du Groenland occidental (en) après avoir fluctué quelques semaines en raison d'une phase extrêmement négative de l'oscillation arctique, le déviant temporairement vers l'ouest du Groenland,.

## Mesures de Bryden publiées fin 2005
Le 30 novembre 2005, le service d'informations de NewScientist annonçait que le National Oceanography Centre de Southampton, au Royaume-Uni avait découvert une réduction de 30 % dans les courants chauds qui transportent l'eau vers le nord à partir du Gulf Stream (par rapport aux mesures de 1992). Selon les auteurs ces changements restent cependant "inconfortablement près"" des incertitudes de mesure. Néanmoins, l'Atlantique nord est actuellement plus chaud que lors des dernières mesures. Ceci suggère que, soit la circulation ne faiblit pas, soit, même si elle faiblit, l'affaiblissement n'a pas l'effet de refroidissement supposé, soit d'autres facteurs sont capables de masquer un début de refroidissement régional.
L'article du New Scientist était basé sur un article de Nature. Dans News and Views du même numéro, Detlef Quadfasel (en) insiste sur le fait que les incertitudes des estimations de Bryden et al. sont élevées, mais indique que d'autres facteurs et observations vont dans le sens de leurs résultats. Quadfasel rappelle aussi que les implications possibles sont significatives, les enregistrements paléoclimatiques montrant des chutes de la température de l'air atteignant jusqu'à 10 °C en quelques décennies, associées à des basculements abrupts de la circulation océanique quand un seuil est atteint. Il conclut qu'il est crucial que des mesures et modélisations continuent pour alerter au plus tôt d'un effondrement désastreux possible de la circulation.
Le 19 janvier 2006, un article d'information Climate change: A sea change de Quirin Schiermeier est publié dans Nature, avec des réactions détaillées aux résultats de Bryden. Parmi les remarques de Schiermeier on relève que :
- les résultats ont surpris les scientifiques du domaine ;
- selon les modèles, l'augmentation des apports d'eau douce capables de stopper la circulation thermohaline serait plus élevée d'un ordre de grandeur par rapport à ce qui est constaté, et qu'il est improbable qu'une telle augmentation devienne critique dans les quelques siècles à venir ; ceci est difficile à harmoniser avec les mesures de Bryden ;
- les résultats de Bryden pourraient provenir de variations naturelles ou de « bruit » (effets des teneurs de l'atmosphère en aérosols par exemple[34], ou association synergique de plusieurs causes[35]), c'est-à-dire d'une coïncidence ;
- si ces résultats sont corrects, c'est peut-être que la réduction de la circulation thermohaline n'aura pas les effets drastiques qui ont été prédits en termes de refroidissement européen ;
- les arrêts précédents (par exemple lors du Dryas récent) sont considérés par certains chercheurs comme ayant causé un refroidissement, mais le climat global actuel est supposé être différent (ex : la glace de mer est supposée moindre en raison du réchauffement mondial) ;
- l'arrêt de la circulation thermohaline pourrait toutefois avoir d'autres conséquences majeures que le refroidissement de l'Europe, telles qu'une augmentation des inondations et tempêtes majeures, un effondrement des stocks de plancton, un réchauffement ou une modification des précipitations sous les tropiques ou en Alaska et en Antarctique (y compris ceux dus à un El Niño renforcé), des événements El Niño plus fréquents et plus intenses, ou un événement anoxique océanique (l'oxygène en dessous des couches superficielles devenant totalement épuisé -une cause probable d'événements d'extinction de masse dans le passé-).

Des mesures ultérieures vont - selon Schiermeier en 2007 - dans le sens d'une interprétation par des variations naturelles.

## Études postérieures
En 2015, les incertitudes quant aux changements possibles en Atlantique sud en cas de ralentissement de la circulation thermohaline sont encore « une source majeure d'incertitude ce qui concerne le changement climatique futur ».
Les cartes d'évolution tendancielle des températures au XXe siècle mettent en évidence une zone remarquable de refroidissement dans le nord de l'Atlantique. Selon Rahmstorf & al. (2015), il existe un faisceau d'indices ou de preuves suggérant que ce refroidissement pourrait être dû à une réduction de la circulation thermohaline durant le XXe siècle (et surtout après 1970,). Depuis 1990, ce courant marin semble cependant avoir « en partie » récupéré, mais la fonte de la calotte glaciaire du Groenland pourrait ralentir le tapis roulant océanique, et selon Rahmstorf & al. (2015), la faiblesse de la circulation thermohaline après 1975 (de 1975 à 1995) est un événement sans précédent dans le dernier millénaire (p> 0,99, sur la base d'une reconstruction de la circulation thermohaline faite pour la période allant de l'an 900 à 1850).
En outre la fonte de la calotte glaciaire du Groenland dans les décennies à venir pourrait contribuer à encore affaiblir cette circulation.
Une étude parue le 15 février 2017 dans Nature Communications émanant de chercheurs du laboratoire Environnements et paléoenvironnements océaniques et continentaux (CNRS/Université de Bordeaux) et de l'Université de Southampton analyse le phénomène de convection dans la mer du Labrador dans les 11 projections modélisant le plus précisément cette convection parmi les 40 projections climatiques prises en compte dans le dernier rapport du GIEC 1. Ils en déduisent une probabilité de 45 % de refroidissement rapide de l'Atlantique Nord au cours du XXIe siècle affectant les zones côtières,. Celui-ci pourrait mener à des hivers plus rigoureux et à des vagues de chaleur estivales.
Une étude parue en février 2021 dans Nature Géoscience décrit un ralentissement sans précédent depuis un millénaire attribué à la fonte des glaces de l'Arctique et du Groenland. Une autre étude souligne l'impact de la vitesse d’injection des eaux de fontes. Météo France rappelle que dans le rapport spécial Océans et Cryosphère paru en 2019, le GIEC estime que le Gulf Stream pourrait s'affaiblir au cours du XXIe siècle de 11 % à 32 % selon le scénario considéré bien que son importante variabilité naturelle interne pourrait contrecarrer cette évolution pour certaines décennies.